# Beno
Beno je moško osebno ime.

## Izvor imena
Ime Beno je različica moških osebnih imen Benjamin oziroma Benedikt.

## Pogostost imena
Po podatkih Statističnega urada Republike Slovenije je bilo na dan 31. decembra 2007 v Sloveniji število moških oseb z imenom Beno: 444.

## Osebni praznik
V koledarju je ime Beno zapisano 16. junija (Beno, škof, † 16. jun. 1106).